# Noroeste argentino

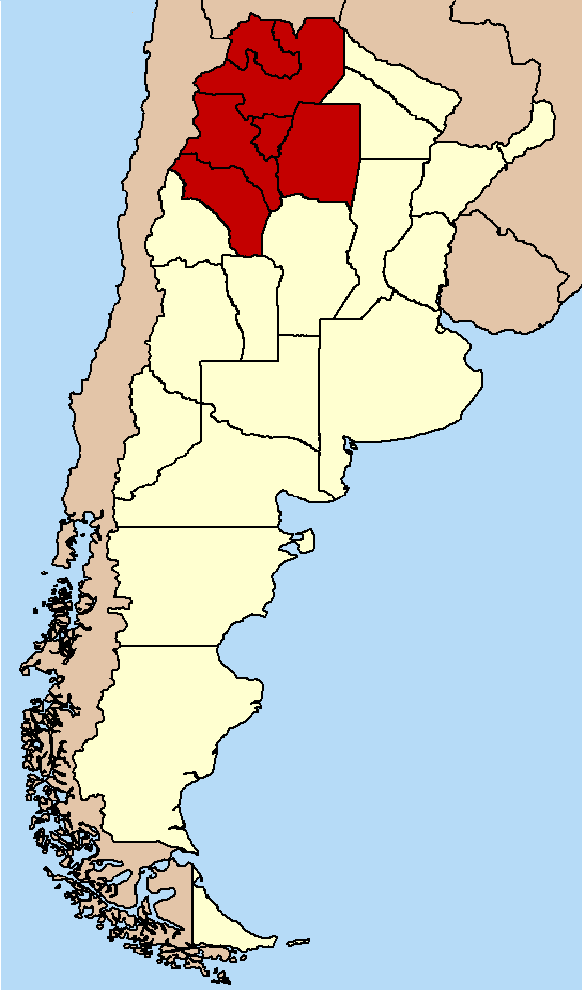
Localização do Noroeste argentino

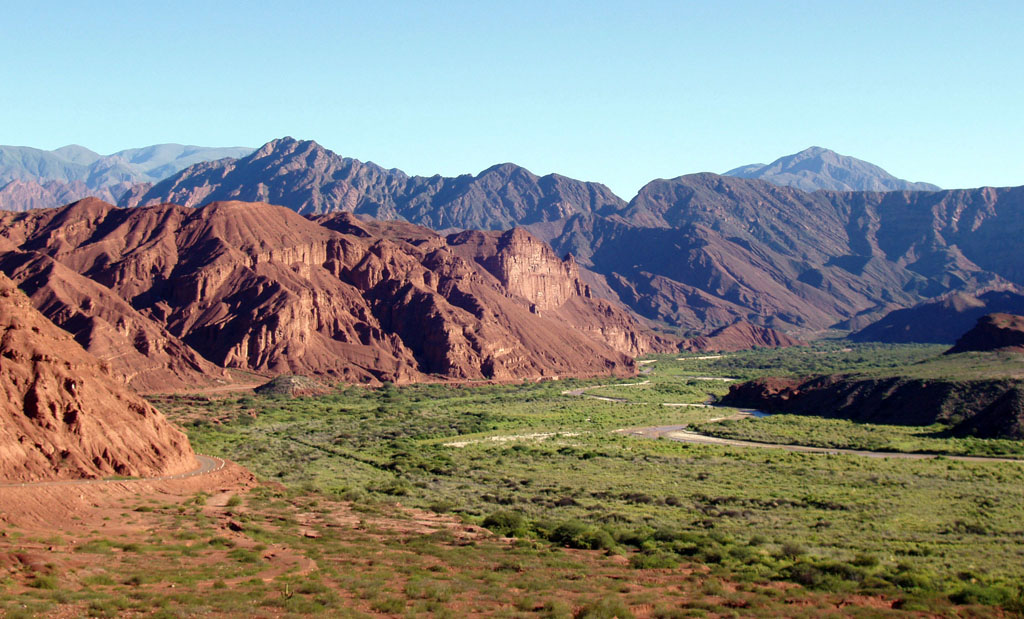
Valles Calchaquíes, Salta

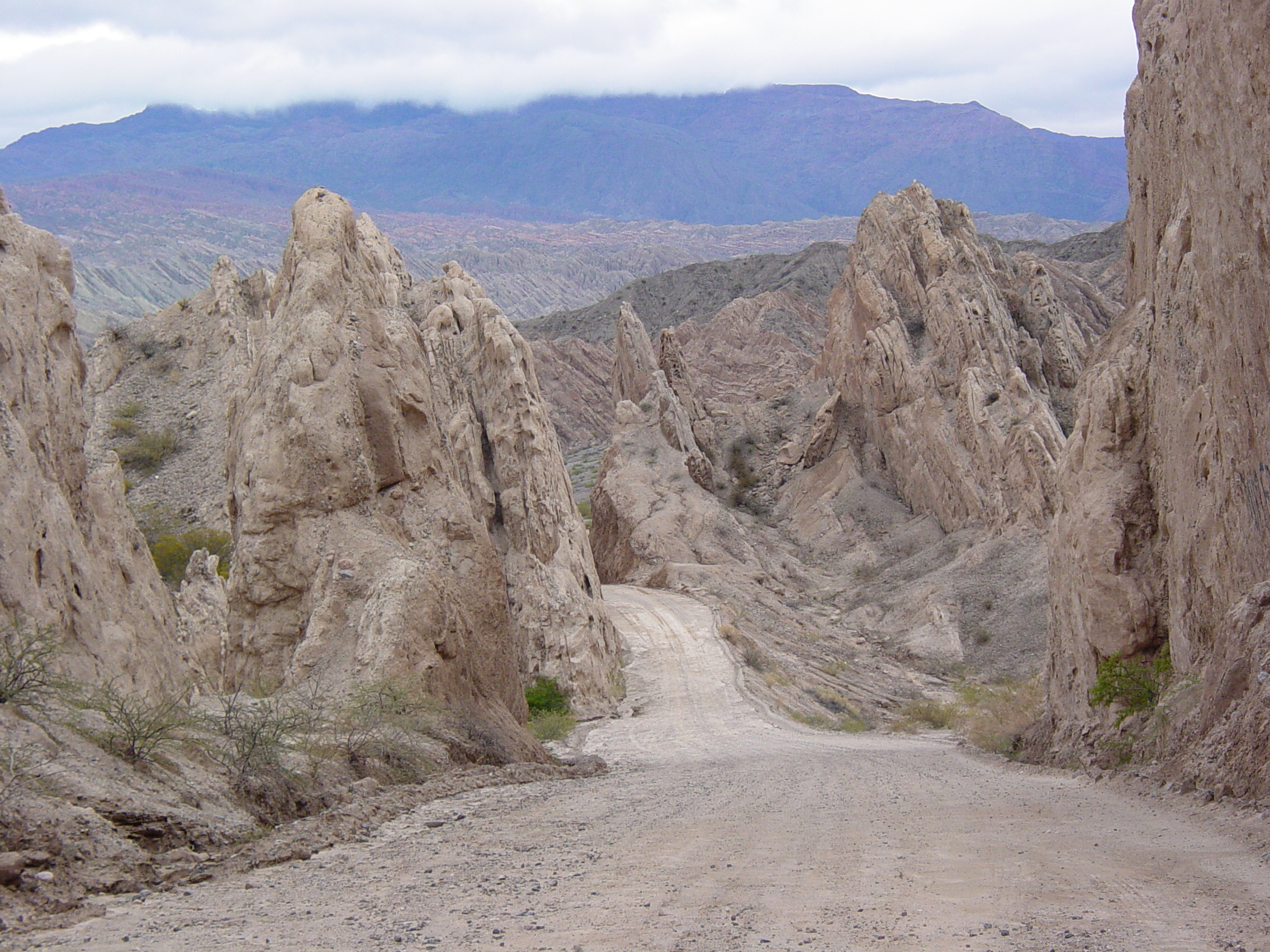
Quebrada de las flechas

O Noroeste argentino é uma região geográfica da Argentina formada pelas províncias de Jujuy, La Rioja, Salta, Catamarca, Santiago del Estero e Tucumán.